# کربناتیت
کربناتیت (انگلیسی: Carbonatite) نوعی سنگ آذرین نفوذی است که با ترکیب معدنی بیش از ۵۰ درصد کانی کربنات تعریف می‌شود. کربناتیت ممکن است با سنگ مرمر اشتباه شود و تشخیص آن نیاز به تأیید ژئوشیمیایی دارد.